# Sinagoga Menor de Tiflis
La Sinagoga Menor de Tiflis (en georgiano: თბილისის მცირე სინაგოგა) es una sinagogas en Tiflis, Georgia.El templo también se conoce como la sinagoga asquenazí o la sinagoga Beit Rachel.  

## Historia
Al contrario que la sinagago mayor de Tiflis, creada principalmente por judíos georgianos (procedentes, principalmente, de Ajaltsije), este templo se construyó para los judíos asquenazíes (en su mayoría, originarios de Tsjinvali) en la década de 1910.Las tasas de asistencia disminuyeron después del establecimiento del gobierno bolchevique en Georgia y la supresión de la religión que lo acompañó. 
El edificio fue destruido durante el terremoto de Racha de 1991. La sinagoga fue reconstruida en 2009 por el Congreso Judío Euroasiático encabezado por Alexander Mashkevitch.

## Arquitectura
La sinagoga tiene dos mikve, una para hombres y otra para mujeres. El edificio es una estructura trapezoidal de 2 pisos, con entradas separadas para hombres y mujeres. El hejal, ubicada en la sala inferior, tiene alrededor de 150 años y tiene siete rollos de la Torá sefardí y dos asquenazíes.